# Iveco Streetway
Der Iveco Streetway ist ein niederfluriger Stadtbus, der seit 2022 von Iveco Bus in Zusammenarbeit mit Otokar produziert wird. Die Produktion erfolgt im türkischen Otokar-Werk in Sakarya. Es gibt die Versionen als 12 Meter langer Solobus sowie als 18 Meter bzw. 18,75 Meter langer Gelenkbus mit verschiedenen Verbrennungsmotoren im Heck.

## Geschichte

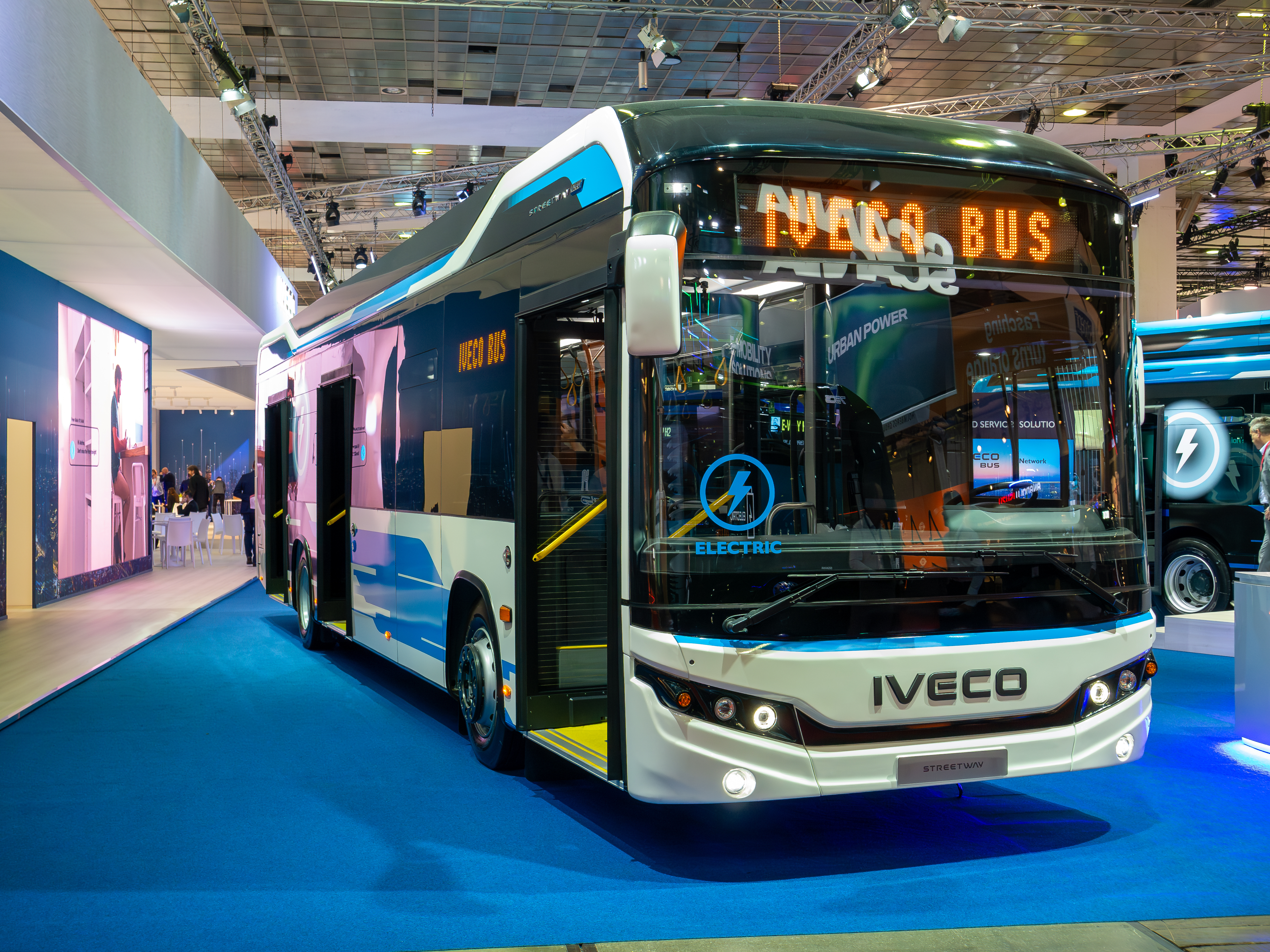
Batterieelektrische Version Streetway Elec

Der Streetway wurde speziell für preissensible Märkte entwickelt. So wurde das Design des Streetway bis ins kleinste Detail geplant um eine ökonomische und operationelle Effizienz im Stadtverkehr zu ermöglichen. Weiterhin sorgen die gute Kraftstoffeffizienz des Motors sowie die Nachbehandlungstechniken im Zusammenspiel mit dem kostengünstigen praktischen Design für niedrige Gesamtbetriebskosten. Dank des Angebots an drei verschiedenen Längen, Getrieben, Motoren, Technologien und Sitzanordnungen kann der Streetway individuell an die betrieblichen Anforderungen angepasst werden.